# M29 (миномёт)
M29 — 81-мм легкий миномёт США.

## История
М29 был разработан под требования руководства ВС США для увеличения огневой мощи пехотных рот и принят на вооружение армии США в 1951 году.
Однако во время войны во Вьетнаме выяснилось, что миномётные подразделения, вооружённые M29 не обладают удовлетворительной манёвренностью на поле боя из-за большого веса и относительно малой дальности стрельбы. Например, для транспортировки M29 в условиях боевого столкновения требовался практически полный его расчёт, из-за чего носимый боекомплект сокращался с 40 до 18 мин. Вследствие этих причин в строевых частях армии США во Вьетнаме миномёты M29 были заменены миномётами М19.
В начале 1980-х годов в ВС США началась повсеместная замена миномётов M29 более современным 60-мм ротным миномётом М224.

## Конструкция
Имеет конструкцию классической схемы; причем для переноски оружия допускается его неполная разборка. Миномёт состоит из гладкого ствола, двуноги-лафета, прицелa и опорной плиты с центральным узлом вращения, обеспечивающим круговой обстрел без изменения положения плиты. Наружная поверхность ствола снабжена кольцевыми выточками для улучшения охлаждения при интенсивной стрельбе. Номенклатура боекомплекта состоит из трёх типов осколочно-фугасных, одного вида осветительных и двух типов дымовых мин. Под этот миномёт была специально разработана осколочно-фугасная мина М374, обладающая увеличенной до 4,5 км дальностью стрельбы и усиленным взрывчатым составом.
Расчёт миномёта состоит из пяти человек: командира расчёта, наводчика, помощника наводчика и двух подносчиков боеприпасов.

## Варианты
- М125А-1 — самоходный вариант на шасси бронетранспортёра М113.

## Страны-эксплуатанты
- США — использовался в 1950-е — 1980-е годы, снят с вооружения
- Мьянма — первые поставленные из США миномёты М19 появились на вооружении в 1950е годы[1].
- Вьетнам — в ходе войны во Вьетнаме трофейные 81-мм миномёты M29 и M29A1 использовались партизанами НФОЮВ и подразделениями Вьетнамской народной армии[2]. После окончания войны в 1975 году в распоряжении ДРВ оказалось несколько тысяч южновьетнамских 81-мм миномётов[3]
- Панама — несколько M29 находились на вооружении вооружённых сил Панамы до декабря 1989 года, когда в ходе вторжения США в Панаму все панамские вооружённые формирования были разоружены и расформированы[4]
- Сальвадор — по состоянию на начало 2013 года, на вооружении имелось 151 шт.[5]
- Филиппины[6]